# Élections municipales de 2014 à Rennes
Pour un article plus général, voir Élections municipales de 2014 en Ille-et-Vilaine.
Les élections municipales ont lieu les 23 et 30 mars 2014 à Rennes.

## Mode de scrutin
Le mode de scrutin à Rennes est celui des villes de plus de 1 000 habitants : la liste arrivée en tête obtient la moitié des 61 sièges du conseil municipal. Le reste est réparti à la proportionnelle entre toutes les listes ayant obtenu au moins 5 % des suffrages exprimés. Un deuxième tour est organisé si aucune liste n'atteint la majorité absolue et au moins 25 % des inscrits au premier tour. Seules les listes ayant obtenu aux moins 10 % des suffrages exprimés peuvent s'y présenter. Les listes ayant obtenu au moins 5 % des suffrages exprimés peuvent fusionner avec une liste présente au second tour.

## Candidats
| Liste | Liste                                                                                       | Partis                   | Tête de liste     | Nuance | Ordre |
| ----- | ------------------------------------------------------------------------------------------- | ------------------------ | ----------------- | ------ | ----- |
|       | Changez la ville ! Rennes citoyenne, de gauche et écologiste                                | EELV-PG-Ensemble         | Matthieu Theurier | DVG    | 1     |
|       | Lutte ouvrière faire entendre le camp des travailleurs                                      | LO                       | Valérie Hamon     | EXG    | 2     |
|       | Rennes bleu Marine                                                                          | FN                       | Gérard de Mellon  | FN     | 3     |
|       | Rennes créative et solidaire                                                                | PS-PCF-UDB-PRG           | Nathalie Appéré   | UG     | 4     |
|       | Solidarité et progrès                                                                       | S&P                      | Alexandre Noury   | DIV    | 5     |
|       | Pour les services publics, démocratie communale, laïcité, droit ouvrier, rupture avec l'U.E | POI                      | Pierre Priet      | EXG    | 6     |
|       | Rennes Bretagne Europe                                                                      | RBE                      | Caroline Ollivro  | DIV    | 7     |
|       | Osons Rennes avec Bruno Chavanat                                                            | UDI-UMP-MoDem-PCD-PB     | Bruno Chavanat    | UD     | 8     |
|       | Rennes alternative                                                                          | MoDem diss.-Parti Pirate | Rémy Lescure      | DIV    | 9     |

## Résultats
- Maire sortant : Daniel Delaveau (PS)
- 61 sièges à pourvoir (population légale 2011 : 208 033 habitants)

|                                                                                             |                   |                          |              |              |             |             |        |  |  |
| Tête de liste                                                                               | Tête de liste     | Liste                    | Premier tour | Premier tour | Second tour | Second tour | Sièges |  |  |
| Tête de liste                                                                               | Tête de liste     | Liste                    | Voix         | %            | Voix        | %           | Sièges |  |  |
|                                                                                             | Nathalie Appéré   | PS-PCF-UDB-PRG           | 21 030       | 35,57        | 32 851      | 55,83       | 48     |  |  |
| Rennes créative et solidaire                                                                |                   |                          | 21 030       | 35,57        | 32 851      | 55,83       | 48     |  |  |
|                                                                                             | Matthieu Theurier | EELV-PG-Ensemble         | 8 923        | 15,09        | 32 851      | 55,83       | 48     |  |  |
| Changez la ville ! Rennes citoyenne, de gauche et écologiste — fusion                       |                   |                          | 8 923        | 15,09        | 32 851      | 55,83       | 48     |  |  |
|                                                                                             | Bruno Chavanat    | UDI-UMP-MoDem-PCD-PB     | 17 810       | 30,12        | 25 990      | 44,16       | 13     |  |  |
| Osons Rennes avec Bruno Chavanat                                                            |                   |                          | 17 810       | 30,12        | 25 990      | 44,16       | 13     |  |  |
|                                                                                             | Gérard de Mellon  | FN                       | 4 949        | 8,37         |             |             |        |  |  |
| Rennes bleu Marine                                                                          |                   |                          | 4 949        | 8,37         |             |             |        |  |  |
|                                                                                             | Caroline Ollivro  | RBE                      | 2 261        | 3,82         |             |             |        |  |  |
| Rennes Bretagne Europe                                                                      |                   |                          | 2 261        | 3,82         |             |             |        |  |  |
|                                                                                             | Rémy Lescure      | MoDem diss.-Parti Pirate | 2 013        | 3,40         |             |             |        |  |  |
| Rennes alternative                                                                          |                   |                          | 2 013        | 3,40         |             |             |        |  |  |
|                                                                                             | Valérie Hamon     | LO                       | 997          | 1,69         |             |             |        |  |  |
| Lutte ouvrière faire entendre le camp des travailleurs                                      |                   |                          | 997          | 1,69         |             |             |        |  |  |
|                                                                                             | Alexandre Noury   | S&P                      | 571          | 0,97         |             |             |        |  |  |
| Solidarité et progrès                                                                       |                   |                          | 571          | 0,97         |             |             |        |  |  |
|                                                                                             | Pierre Priet      | POI                      | 568          | 0,96         |             |             |        |  |  |
| Pour les services publics, démocratie communale, laïcité, droit ouvrier, rupture avec l'u.e |                   |                          | 568          | 0,96         |             |             |        |  |  |
|                                                                                             |                   |                          |              |              |             |             |        |  |  |
| Inscrits                                                                                    | Inscrits          | Inscrits                 | 115 494      | 100,00       |             | 100,00      |        |  |  |
| Abstentions                                                                                 | Abstentions       | Abstentions              | 54 470       | 47,16        | 53 825      | 46,6        |        |  |  |
| Votants                                                                                     | Votants           | Votants                  | 61 024       | 52,84        | 61 669      | 53,4        |        |  |  |
| Blancs et nuls                                                                              | Blancs et nuls    | Blancs et nuls           | 1 902        | 3,12         | 2 828       | 4,59        |        |  |  |
| Exprimés                                                                                    | Exprimés          | Exprimés                 | 59 122       | 96,88        | 58 841      | 95,41       |        |  |  |